# Lew Romanowitsch Scheinin
Lew Romanowitsch Scheinin (russisch Лев Романович Шейнин, wiss. Transliteration Lev Romanovič Šejnin; * 12. Märzjul. / 25. März 1906greg. in Brussowanka, Gouvernement Witebsk; † 11. Mai 1967 in Moskau) war ein sowjetischer Jurist, Schriftsteller und Filmszenarist. Er ist häufig gelistet als Lew Schejnin. 

## Leben und Werk
Lew Schejnin war von 1925 bis 1950 als Untersuchungsbeauftragter der Staatsanwaltschaft tätig und nahm in dieser Funktion auch an den Säuberungs-Prozessen teil. Ab Mitte der 1950er Jahre verfasste er parteikonforme Romane. Von ihm erschien im Deutschen Militärverlag Berlin 1962 Spione, ein Buch über die Tätigkeit faschistisch-deutscher Spione vor dem und während des Zweiten Weltkriegs. Seine Erzählung Herr Iwan wurde vom Fernsehen der DDR verfilmt.

### Bücher (Auswahl)
- Trumpfdame, Berlin Militärverlag der DDR, 1983,
- Aufzeichnungen eines Untersuchungsrichters, Berlin Volk und Wissen, 1984, 8. Auflage
- Spione, Berlin : Militärverl. d. DDR, 1987, 8. Aufl.
- Schatten der Vergangenheit,  Berlin Militärverlag der DDR, 1980, 5. Auflage
- Spurlos verschwunden, Berlin Das Neue Berlin, 1964
- Geheimagenten, Berlin Deutscher Militärverl., 1962,
- Das Wolfsrudel, Berlin Deutscher Militärverlag, 1969

### Filme (Auswahl)
- Begegnung an der Elbe, 1949, Drehbuch mit Leonid und Pjotr Tur
- Nächtliche Jagd, 1957, Drehbuch mit Michail Makljarski

## Auszeichnungen
Er war Träger der beiden höchsten zivilen Auszeichnung der Sowjetunion
- des Stalinpreises sowie
- des Leninordens